# Гелетівський (водоспад)
Гелетівський — абсолютно дикий та невідомий широкому загалу водоспад в Українських Карпатах (масив Покутсько-Буковинські Карпати). Розташований на потоці Гелетівський, правій притоці річки Рибниця (басейн Пруту), в селі Яворів Косівського району Івано-Франківської області на відстані приблизно 700 м від центральної дороги села (автошлях Р 24: Татарів — Кам'янець-Подільський).
Загальна висота перепаду води — бл. 8 м, кількість каскадів —  2. Водоспад утворився в місці, де потік перетинає потужну товщу пісковиків. Попри те, що до нього веде торована стежка, водоспад туристично необлаштований та схили його дуже стрімкі й захаращені, що сильно перешкоджає спуску; маловідомий. Особливо мальовничий після рясних дощів або під час танення снігу.
Нижче за течією, на відстані приблизно 100-150 м, розташований водоспад Жолоб (12 м).

## Етимологія
Назва походить від гідроніма однойменного струмка, на якому розташований водоспад. Топонім походить з румунської мови, а саме слова «гелета» — відро, дійниця

## Світлини та відео

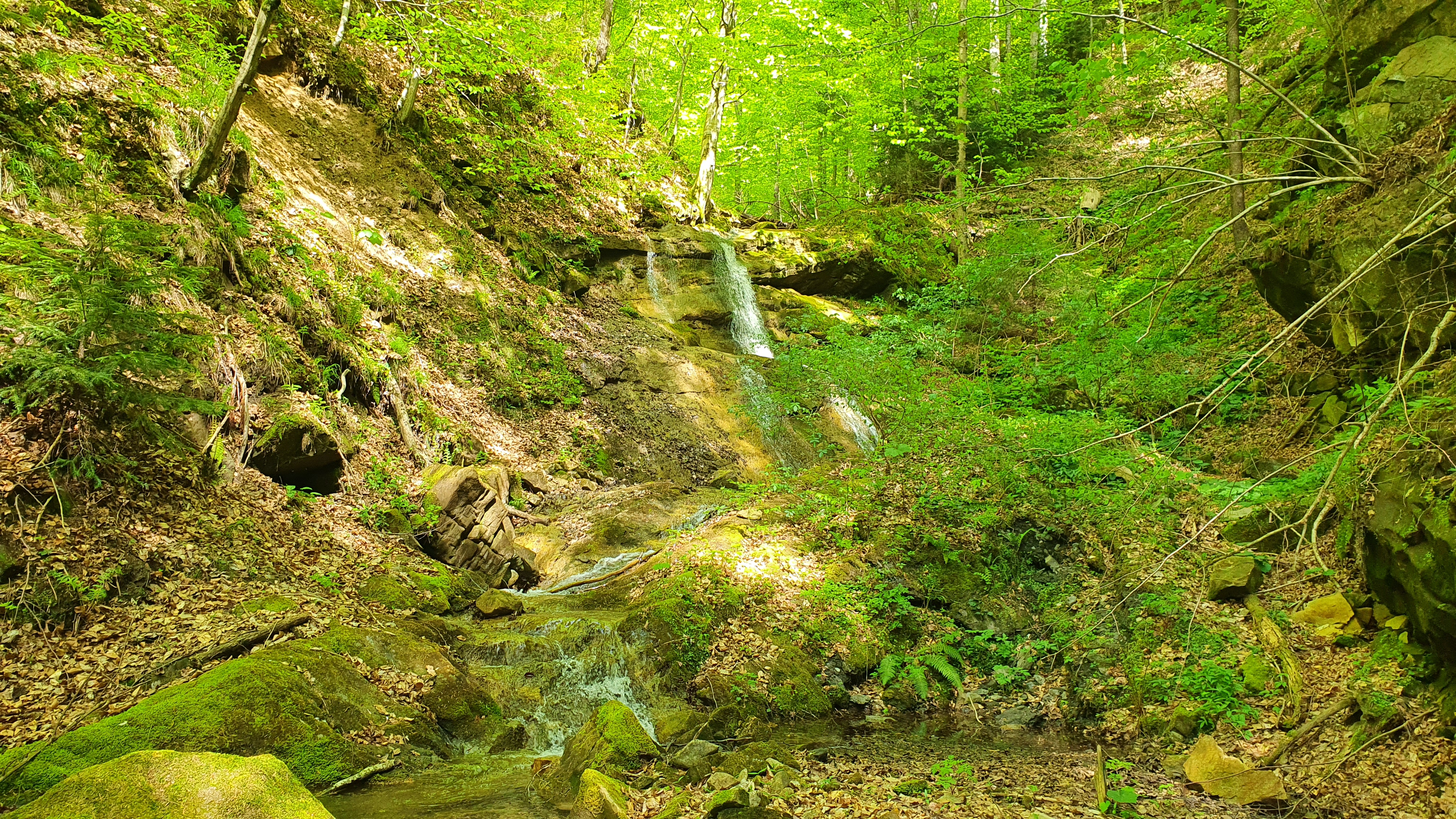
Водоспад здалеку
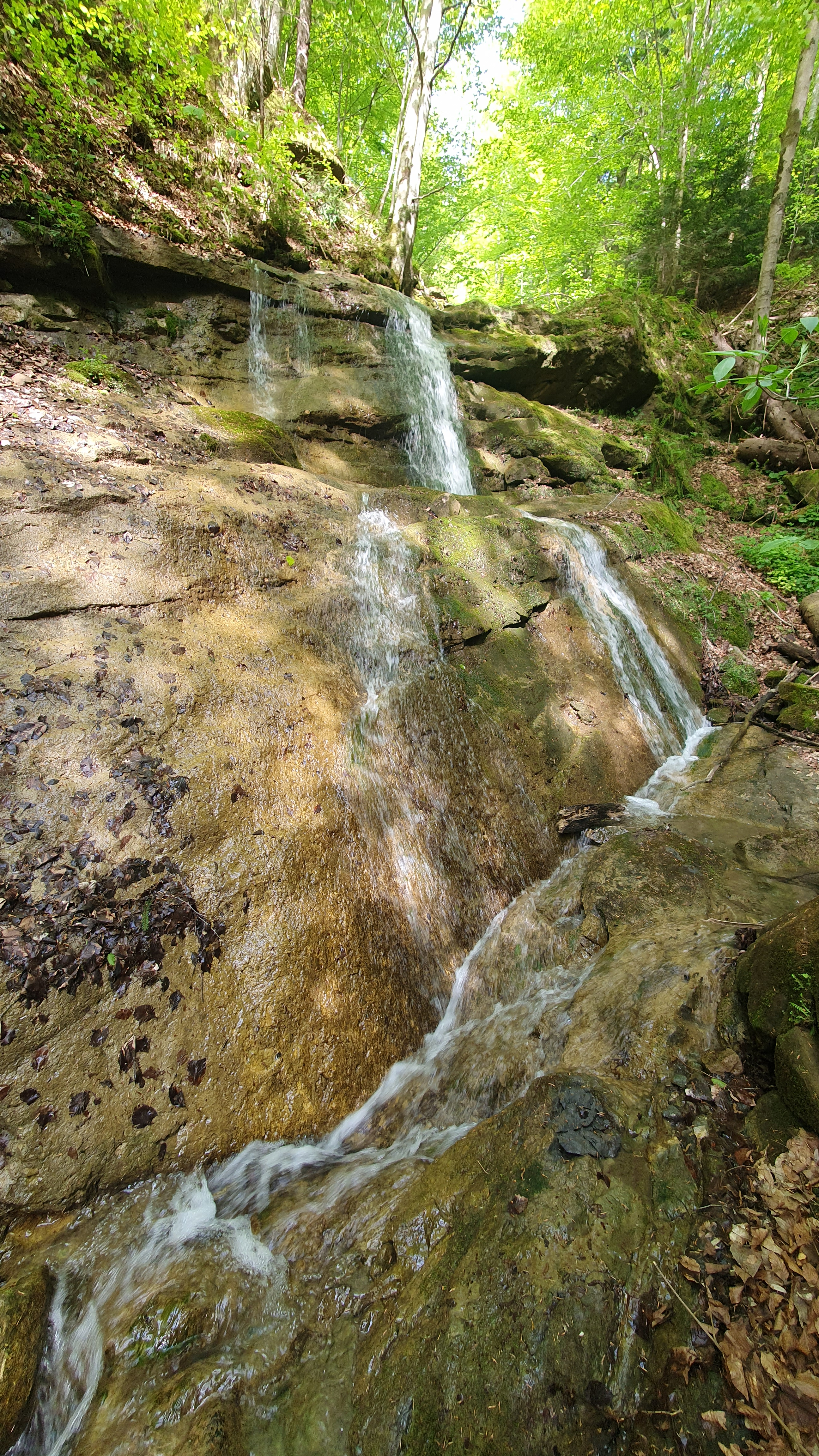
Водоспад зблизька
- Відео водоспаду